# Desarrollo del sector privado

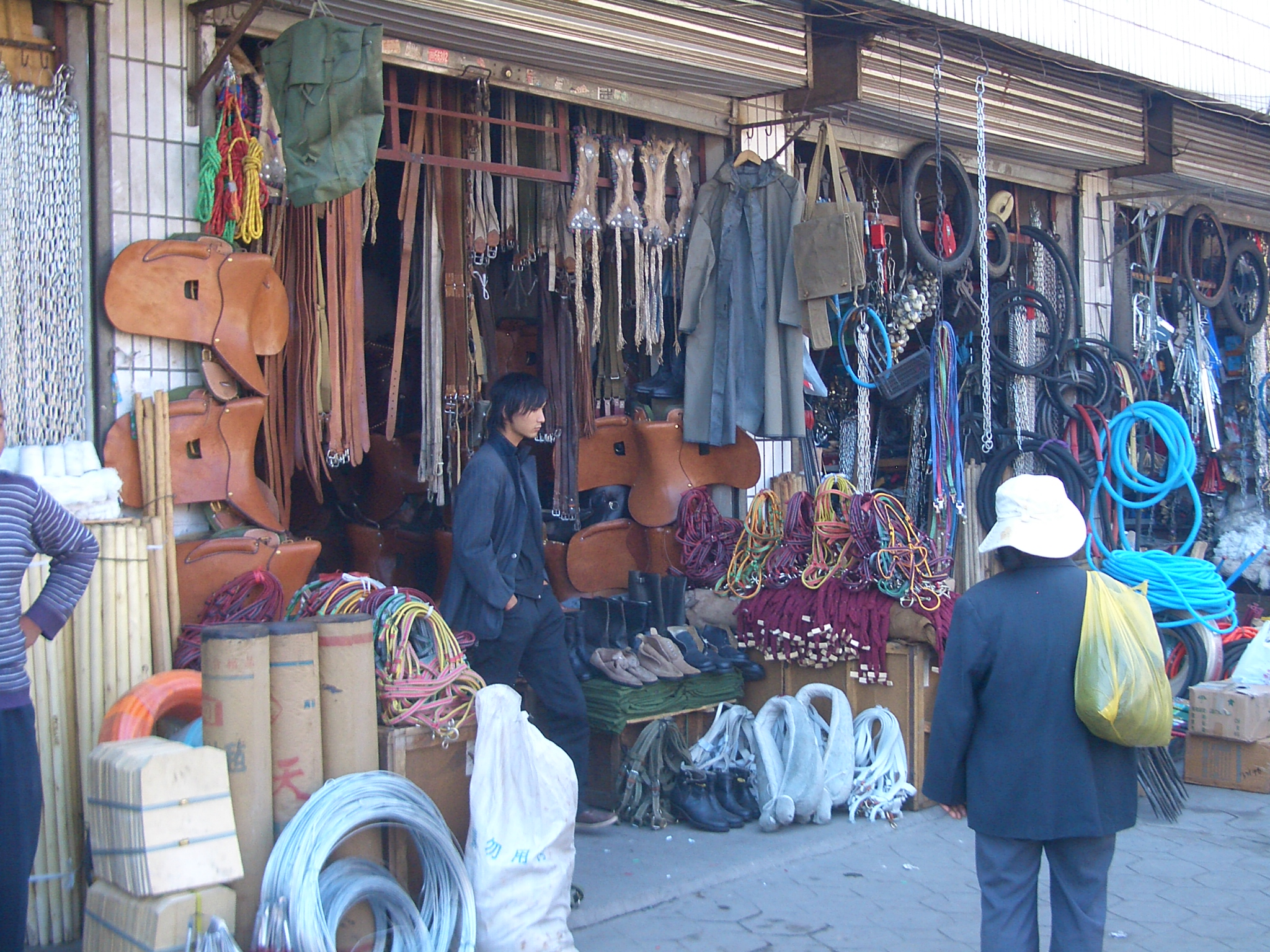
Puesto de sillas de montar en la ciudad china de Linxia. Una forma de desarrollar el sector privado es promover mercados donde los fabricantes puedan vender sus productos a los consumidores.

El desarrollo del sector privado (PSD por sus siglas en inglés) es un término con el que la economía del desarrollo se refiere a un conjunto de estrategias para promover el crecimiento económico y reducir la pobreza en países en desarrollo a través de iniciativas privadas. Esto puede hacerse trabajando directamente con empresas, con organizaciones empresariales, o mediante políticas y normativas que promuevan unos mercados eficientes y competitivos.
Durante más de medio siglo los países menos desarrollados (LDC por sus siglas en inglés) han sido tratados como casos de caridad por los países ricos. Los gobiernos donantes, las instituciones financieras internacionales y las ONG han sido los actores predominantes que proporcionaban ayuda al desarrollo, asistencia técnica y financiación. Mientras el sector público consiguió algunos impactos significativos en el desarrollo de los LDC, particularmente en agricultura y salud, las instituciones de desarrollo y sus formas de trabajar han variado poco durante décadas, a pesar de los sustanciales cambios de la economía mundial. Con presupuestos públicos estancados y modalidades atrasadas, el planteamiento de que el desarrollo debe estar impulsado por el sector público no avanza.
Y sin embargo el sector privado —empresas  e inversores— tiene cada vez más potencial para un impacto transformador en los pobres del mundo. Durante la década que comenzó en 2011, empresas e inversores se han comprometido más en los problemas de desarrollo, en gran parte a través de la responsabilidad social corporativa (RSC) y las iniciativas filantrópicas, particularmente en los LDC. Al adquirir el sector privado experiencia en temas de desarrollo, se da ahora un cambio hacia esfuerzos de desarrollo que crean tanto valor empresarial como bien social, a la vez que abordan asuntos medioambientales y sociales clave —lo que Michael Porter ha denominado “valor compartido”.

## Introducción
Los partidarios del PSD argumentan que es una parte importante de la reducción de la pobreza. Ya sea como trabajadores, agricultores de subsistencia o emprendedores, la mayoría de la gente pobre ya participa en los mercados. Fortalecer estos mercados de maneras que aseguren ingresos más altos para los pobres es, por tanto, considerado por los defensores del PSD como una forma justa y eficaz de luchar contra la pobreza. Conseguir unos ingresos decentes en el sector privado,  sostienen, resulta también más digno que confiar en los repartos de comida o subvenciones.
Como con todas las actuaciones que pretenden favorecer el desarrollo, el PSD se encuentra bajo presión para medir sus logros, informar sobre ellos, controlarlos y evaluarlos de forma a la vez creíble y eficiente en cuanto al coste. Una fuente de información más detallada sobre medición de resultados del PSD, que incluye los planteamientos actualmente utilizados por diferentes donantes, es el Comité de Donantes para el Desarrollo Empresarial.
Un artículo de EPS PEAKS de abril de 2013 consideró bien fundamentado que los donantes intervengan en los mercados privados para proporcionar subsidios con la finalidad de promover el desarrollo. El investigador halló que la literatura económica fundaba correctamente las razones teóricas para esta intervención, pero que los planteamientos prácticos y los marcos óptimos para hacer llegar estos subsidios a entidades del sector privado son más complejos y se comprenden peor.
Los planteamientos existentes varían ampliamente y no solo en una dimensión. El investigador identificó algunos criterios clave que pueden usarse para evaluar diferentes instrumentos y planteamientos,  y dio ejemplos de su uso por diferente instituciones donantes. En la práctica se deberían utilizar exhaustivos análisis de coste-beneficio para valorar el impacto de los proyectos. Resulta además vital que los donantes reconozcan que distorsionar activamente un resultado del mercado puede acarrear consecuencias significativas, que deben analizarse y entenderse.

## Planteamientos para el desarrollo del sector privado

### Reforma del entorno empresarial
Donde el emprendimiento y los mercados están ahogados por una regulación inadecuada, impuestos excesivos, falta de competencia, carencia de voz de algún sector clave o un entorno políticamente inestable, el crecimiento y la reducción de la pobreza probablemente lo acusarán. Normalmente, los donantes primero financian análisis del entorno empresarial, como el Índice de facilidad para hacer negocios del Banco Mundial, identificando los principales cuellos de botella para el crecimiento empresarial. Seguidamente trabajan con gobiernos y otros actores para aplicar reformas.
El propio sector privado puede desempeñar un papel importante en la defensa de un mejor entorno empresarial. Muchas agencias de desarrollo trabajan así con empresas y asociaciones empresariales para aumentar su capacidad de entablar un diálogo privado-público con los gobiernos.

### Elementos de desarrollo del sector privado
Un desarrollo económico impulsado por el sector privado difiere fundamentalmente del planteamiento tradicional de desarrollo. Se caracteriza por 4 elementos que han surgido en la década que comenzó en 2011. Tomados independientemente, estos elementos son significativos por derecho propio; tomados en conjunto representan tendencias que se refuerzan mutuamente y que, al combinarse, abordarán los retos del desarrollo mundial a la vez que abren vastas oportunidades de mercado.
1. Marcos y métricas compartidos
Como se destaca más arriba, cada vez existe más interés en alinear las directrices centrales de la estrategia corporativa con los Objetivos de Desarrollo Sostenible (ODS) y sus 169 metas acordadas. Entretanto, la comunidad de inversores también está buscando maneras en que las actuales estrategias de inversión medioambientales, sociales, y de gobernanza puedan evolucionar para reflejar mejor los ODS e incluirlos en sus informes. Compañías como Unilever o la operadora keniata de móviles Safaricom están buscando maneras  de alinear su estrategia con los ODS para aumentar el valor sus acciones a la vez que abordan los retos que impactan en sus cadenas de suministro y sus clientes. Alineando marcos y métricas, estas multinacionales pueden animar a hacer lo mismo a la comunidad mundial de desarrollo.
2.  Financiación combinada (blended)
El Foro Económico Mundial define la financiación combinada como «el uso estratégico de la financiación al desarrollo y los fondos filantrópicos para canalizar capitales privados hacia mercados emergentes y mercados frontera». Esta financiación ayuda a aliviar las preocupaciones de los inversores hacia estos mercados, a mitigar los riesgos y a gestionar los retornos en línea con inversiones similares en países desarrollados. Al reducir así el riesgo, los donantes e instituciones de financiación del desarrollo permiten que los inversores institucionales inviertan con impacto y a la vez consigan los jugosos retornos que les exigen sus responsabilidades fiduciarias.
3. Planteamientos amplios e impacto colectivo
Aunque el sector privado lidere cada vez más el desarrollo, por sí mismo no será capaz de abordar los complejos retos del desarrollo. Como demuestra el caso de la compañía Thai Union, las empresas y los inversores necesitarán trabajar como parte de iniciativas complejas, con múltiples actores (gobiernos, ONG, grupos de presión y otros) utilizando planteamientos amplios y herramientas de impacto colectivo para generar retornos a la vez que consiguen resultados de desarrollo.
4. No solo para multinacionales
Quizás el aspecto más intrigante del desarrollo dirigido por el sector privado es que no está siendo encabezado solo por las grandes multinacionales, sino que hay un número creciente de empresas  nacionales y regionales al frente del movimiento. Según McKinsey & Company, hacia 2025 el 50 % de las compañías más grandes del mundo tendrán sus sedes en países en desarrollo. En la era  del desarrollo dirigido por el sector privado,  serán las corporaciones innovadoras y los inversores del sur quienes lleven la carga.

### Vínculos empresariales y desarrollo de las cadenas de valor
Una cadena de valor es una serie de actividades que llevan a cabo las empresas cuando producen un bien o un servicio, añadiendo valor a la entrada (input) en cada etapa. El desarrollo de la cadena de valor busca así maximizar el valor de cualquier producto a la vez que minimiza el coste para los productores en los lugares a lo largo de esta cadena que dan el mayor beneficio a los pobres. Una manera es mejorar los procesos de producción. Otra es incrementar los vínculos comerciales entre los negocios que poseen los pobres —o para los que trabajan— y las empresas que pueden ofrecerles oportunidades nuevas y más ventajosas como clientes y suministradores.

### Servicios de desarrollo empresarial
Este planteamiento busca construir mercados en servicios que mejoren el rendimiento de empresas individuales: formación, consultoría, mercadotecnia, información sobre mercados, informática y transferencia de tecnología. En general no se recomienda que los donantes realicen directamente estos servicios, sino que faciliten el autosostenimiento de los proveedores locales a través de las mejoras de sus técnicas y la consecución de nuevos clientes. El mercado de los servicios de desarrollo empresarial (abreviados a veces por sus siglas inglesas BDS) es sostenible cuando los proveedores recuperan sus costes a través de sus honorarios. 
Sin embargo también se encuentran estos servicios en países desarrollados donde se argumenta que existe un fallo de mercado en el sector de asesoría para el desarrollo empresarial, y por tanto el Estado debería permitir, subvencionando esta asesoría o facilitándola directamente, que este sector funcionara. Un estudio de Robert Bennet sobre las políticas de apoyo a las pymes en el Reino Unido concluye que no funcionaron. En cambio, Mole et al. en otro estudio, también sobre el Reino Unido, hallaron que asesorar intensamente con fondos públicos a unas pocas empresas funciona relativamente bien, mientras que asesorar superficialmente a muchas empresas no produce efectos significativos.

### Haciendo que los mercados funcionen para los pobres
Este planteamiento, abreviado a veces como M4P (markets for the poor) se propone entender cómo los pobres interactúan con los mercados, y como pueden cambiarse los mercados para mejorar las vidas de los pobres. Pretende impactos sostenibles a gran escala en los mercados generales más que centrarse en los participantes individuales. En este sentido un programa M4P puede incorporar elementos de desarrollo de la cadena de valor, servicios de desarrollo empresarial o reforma del entorno empresarial. Donantes como el Ministerio de Desarrollo Internacional del Reino Unido, la Agencia de Desarrollo Internacional y Cooperación de Suecia o la Agencia de Desarrollo y Cooperación de Suiza han iniciado este planteamiento.

### Crecimiento verde
Varias agencias de desarrollo están comprometidas en el fomento de los mercados que canalizan las finanzas del carbono (carbon finance) generadas para la mitigación del cambio climático y la adaptación en los países industrializados hacia iniciativas que reducen las emisiones de gases de efecto invernadero en los países en desarrollo. Las estrategias de desarrollo de bajas emisiones (a veces abreviadas por sus siglas inglesas LEDS, que no deben confundirse con las del diodo emisor de luz, led, un dispositivo que en sí es de bajas emisiones) se emplean para unir a los sectores público y privado en la consecución del crecimiento verde en una determinada industria o región. Estas agencias sostienen que, si se responde adecuadamente al reto del calentamiento mundial, se podrían generar trabajos e ingresos dignos para muchos millones de pobres.

### Desarrollo empresarial de las mujeres
En muchas partes de los países en desarrollo las mujeres son excluidas de las oportunidades empresariales. Esta discriminación puede perjudicar que las mujeres accedan a los conocimientos y habilidades necesarios para prosperar empresarialmente. Al mismo tiempo, las leyes que ponen en desventaja a las mujeres para acceder a la propiedad pueden dificultarles el reunir capital. Muchos donantes apoyan programas que ayudan a las mujeres a superar esas y otras barreras.

### Desarrollo económico local
Empieza normalmente por analizar la economía de una determinada región o ayuntamiento e identificar las oportunidades para mejorar las perspectivas. Las estrategias de desarrollo económico local pueden combinar los siguientes elementos: reforma del entorno empresarial, desarrollo de las cadenas de valor, desarrollo de habilidades, construcción de infraestructuras, políticas tecnológicas y de innovación. Estas estrategias a menudo involucran a las autoridades locales o regionales, el sector privado y la sociedad civil en el diseño de los programas y su aplicación.
LEDknowledge.org es un repositorio abierto de publicaciones sobre estas estrategias. Además, el Comité de Donantes para el Desarrollo Empresarial tiene una página con conocimientos sobre estas estrategias y sobre clústeres.

### Alianzas público-privadas
Muchas agencias de desarrollo trabajan ahora directamente con empresas para conseguir impactos en el desarrollo. Estas alianzas público-privadas (APP) para el desarrollo se refieren a actividades muy variadas. Una característica común es el propósito de amplificar el impacto en desarrollo de las actividades centrales de la empresa. Un planteamiento cada vez más habitual es crear un fondo del reto al que las empresas piden dinero, detallando para qué lo quieren y compitiendo entre ellas para maximizar el impacto en desarrollo de la donación que solicitan. Otros programas APP ayudan a las empresas a encontrar socios en los países en desarrollo, u ofrecen apoyo técnico o expertos. A través de algunos programas APP las empresas pueden contribuir a los proyectos de desarrollo de las agencias o de los donantes.  El Comité de Donantes para el Desarrollo Empresarial proporciona un mapa de las APP de sus miembros.

### Acceso a servicios financieros
La mayoría de los expertos consideran vital este acceso para las empresas de los países en desarrollo. Aunque algunas agencias de desarrollo lo ven como parte del desarrollo del sector privado, muchas lo tratan como un campo separado por derecho propio.

### Desarrollo del sector privado en áreas afectadas por conflictos
Los conflictos presentan retos y oportunidades muy específicos para el desarrollo del sector privado. Por una parte, el conflicto trastorna el funcionamiento de los mercados y en su lugar crea una economía de guerra. Los que intentan desarrollar el sector privado en esas circunstancias deben ser muy conscientes del impacto que sus actividades puedan tener en el conflicto, por ejemplo efectos en la distribución de recursos, así como lo contrario: cómo el conflicto puede afectar a sus actividades. Por otra parte, cuando el desarrollo del sector privado genera empleo y comercio, puede desempeñar un papel fundamental en la pacificación.

### Política industrial
Se define como la intervención selectiva del Estado para promover un determinado sector económico y el cambio estructural. Puede centrarse en el sector estrictamente fabril, en el agrícola (favoreciendo las agroindustrias) o en el de servicios. En los círculos de desarrollo es objeto de enconado debate si los donantes deberían promover, y cómo, la política industrial.

### Política de innovación
Las novedades y las mejoras son factores importantes de la competitividad y la creación de empleo. En el desarrollo del sector privado, «la innovación se define como la introducción o aplicación comercialmente exitosa de nuevas técnicas o métodos de organización.» El apoyo de los donantes a la innovación cubre una amplia gama de actividades, como la creación de marcos adecuados, el aumento de la capacidad de las empresas para innovar, asesoría, financiación, desarrollo de habilidades, incubadoras y servicios de aplicación de tecnologías existentes, así como planteamientos centrados en las cadenas de valor o en los cúmulos empresariales (clústeres).

### Desarrollo del sector privado tras la crisis financiera
La Crisis financiera de 2008 ha hecho que mucha gente se pregunte cómo deben regularse los mercados para asegurar un desarrollo sostenible a largo plazo. A la vez, con muchos países encarando menores ritmos de crecimiento y mayor desempleo, reanimar las economías impulsando al sector privado se ve en el núcleo de la posible respuesta global a la crisis.